# Kenia Villalobos
Kenia Yesenia Villalobos Vargas (Aguascalientes, 21 de marzo de 1999) es una atleta paralímpica mexicana que compite en triatlón adaptado como parte de la delegación mexicana en los Juegos Paralímpicos de París 2024. 

## Trayectoria deportiva
En 2023, obtuvo la medalla de oro en la Copa Mundial de Para Triatlón en Long Beach y la presea de plata en el Campeonato Mundial de Triatlón de Pontevedra. 
En el año 2024, fue galardonada con el primer lugar en el Campeonato Americano de Para Triatlón en Miami y en la Serie Mundial de Para Triatlón en Montreal. 

## Palmarés
| Medallas | Medallas   | Medallas                              | Medallas         | Medallas      |
| Año      | Lugar      | Competencia                           | Medalla          | Categoría     |
| -------- | ---------- | ------------------------------------- | ---------------- | ------------- |
| 2023     | Long Beach | Copa Mundial de Para Triatlón         | Medalla de oro   | Para Triatlón |
| 2023     | Pontevedra | Campeonato Mundial de Triatlón        | Medalla de plata | Para Triatlón |
| 2024     | Montreal   | Serie Mundial de Para Triatlón        | Medalla de plata | Para Triatlón |
| 2024     | Miami      | Campeonato Americano de Para Triatlón | Medalla de oro   | Para Triatlón |